# 逐次三点法
逐次三点法（ちくじさんてんほう）とは、超精密計測･加工技術においての計測法の一つである。
現時点では実験段階なので成果がで次第、編集するものとする。

## 概要
小型部品のみではなく大型部品の高精度化が求められ、大型部品の高精度な形状計測は極めて困難である。実体基準を使わず、数mの大型部品の形状を0.1μm以上の精度で測定する測定法の一つが逐次三点法である。

## 原理
三本のプローブを使い被測定物の表面形状を測定する。その出力を計算式にいれ計算することによって、表面形状が算出される。その形状がしばしば最小二乗法で表面を算出することもある。

## 利点
一点法や反転一点法、二点法で解消できなかった、回転運動誤差や直進並進誤差を取り除くことが出来る。

## 欠点
熱ドリフトや感度誤差などが多く含まれる。また熱ドリフトは時間と温度が一対一の関係ではないため、解明が難しいとされている。

## 多点法の応用
現段階で多点法は、回転運動誤差が無視できるほど小さなものであれば逐次二点法がある。またセンサを変位センサから角度検出計に変えることに角度二点法などがある。また現段階では変位計を特殊なものに変え、温度制御を細かなとこまでした、中谷式改良型逐次三点法が成果を上げている。